# Anna Nelles
Anna Nelles ist eine deutsche Physikerin und Hochschullehrerin. Sie lehrt im Bereich Experimentelle Astroteilchenphysik an der Friedrich-Alexander-Universität Erlangen-Nürnberg (FAU) und forscht zur Radio-Detektion von Neutrinos am DESY. Sie ist an RNO-G, IceCube und anderen Neutrino-Beobachtungsexperimenten beteiligt.

## Biografie
Nelles studierte an der RWTH Aachen von 2004 bis 2010 Physik und von 2008 bis 2012 Wirtschaftswissenschaften (mit dem Abschluss MBA). Von 2010 bis 2014 promovierte sie in Physik an der Radboud-Universität Nijmegen in den Niederlanden in der LOFAR-Gruppe von Heino Falcke zum Thema Radiodetektion von kosmischer Strahlung. Bis 2015 hatte sie dort eine Postdoc-Stelle. Anschließend war sie von 2015 bis 2018 Postdoctoral Researcher an der University of California, Irvine, USA. Sie arbeitete in der Gruppe von Steven W. Barwick, einem Mitglied der ARIANNA Kollaboration, und trug zur Detektion von kosmischer Strahlung mit den ARIANNA-Stationen bei. Dabei wurden die Radioemissionen von durch kosmische Strahlung verursachten Teilchenkaskaden in Luft untersucht und Detektoren entwickelt.
Von 2018 bis 2019 war sie Emmy-Noether-Gruppenleiterin an der Humboldt-Universität zu Berlin und führt diese Forschungen seit 2019 am DESY Zeuthen fort. Ziel des Projekts ist der Aufbau eines großskaligen Radiodetektors für Neutrinosignale im antarktischen Eis im Rahmen einer internationalen Kooperation. Als Vorläufer befindet sich derzeit das Radio Neutrino Observatory Greenland (RNO-G) im Aufbau und liefert seit 2021 erste Messergebnisse. Nelles leitet Aufbau und Betrieb gemeinsam mit Nick van Eijndhoven (Vrije Universiteit Brussel) und Abigail Vieregg (University of Chicago).
Seit 2019 ist sie Professorin für Experimentelle Astroteilchenphysik an der Friedrich-Alexander-Universität Erlangen-Nürnberg (FAU) im dortigen Erlangen Center for Astroparticle Physics (ECAP). Sie erhält eine Förderung im Rahmen des Helmholtz-Programms für herausragende Wissenschaftlerinnen.

## Forschungsschwerpunkte
Nelles forscht im Bereich der Radiodetektion von astrophysikalischen Teilchen mit hohen oder ultrahohen Energien oberhalb von 1016 eV. Sie war an verschiedenen Experimenten zur Detektion von kosmischen Neutrinos und der Weiterentwicklung der dazu notwendigen Detektoren und Software beteiligt. Dazu gehörte ARIANNA, wo sie als Postdoc mitarbeitete. Sie hat den Aufbau des Neutrinoobservatoriums RNO-G mitinitiiert und ist an den Entwicklungen für die geplante IceCube-Gen2 Erweiterung beteiligt.
Mit ihrer Arbeitsgruppe am ECAP forscht sie insbesondere an der Entwicklung der Antennenhardware. Das DESY und ihre dortige Arbeitsgruppe beschäftigen sich unter anderem mit der Software-Entwicklung, Kalibration, Simulation und Datenanalyse für RNO-G.
Daneben forscht sie im Projekt zur kosmischen Strahlung mit dem LOFAR-Radiointerferometer, wo sie sich unter anderem mit Luftschauern und mit der Physik von Blitzen beschäftigt. Sie arbeitet außerdem in der High Energy Focus Group (HECP) des Square Kilometre Array (SKA) mit und ist Co-Chair der HECP.

## Auszeichnungen
- 2017: Emmy-Noether-Gruppenleiterin[5]
- 2023: ERC Starting Grant für das Projekt „Discovering neutrinos of extreme energies with the Radio Neutrino Observatory Greenland“[13][14]

## Publikationen (Auswahl)
- Anna Nelles, Stijn Buitink, Heino Falcke, Jörg R. Hörandel, Tim Huege, Pim Schellart: A parameterization for the radio emission of air showers as predicted by CoREAS simulations and applied to LOFAR measurements. In: Astroparticle Physics. Band 60, 2015, ISSN 0927-6505, S. 13–24, doi:10.1016/j.astropartphys.2014.05.001.
- mit Buitink, S., Corstanje, A., Falcke, H. et al.: A large light-mass component of cosmic rays at 1017–1017.5 electronvolts from radio observations. In: Nature. Band 531, 2016, ISSN 0028-0836, S. 70–73, doi:10.1038/nature16976.
- Anna Nelles, Brian M. Hare: Ein Radioteleskop wird zum weltbesten Blitz‐Interferometer : Blitzforschung. In: Physik in unserer Zeit. Band 50, Nr. 4, 2019, ISSN 0031-9252, S. 166–167, doi:10.1002/piuz.201970405.
- mit B. Hare et al.: Needle-like structures discovered on positively charged lightning branches. In: Nature. Band 568, 2019, ISSN 0028-0836, S. 360, doi:10.1038/s41586-019-1086-6.
- Glaser, C., García-Fernández, D., Nelles, A. et al.: NuRadioMC: simulating the radio emission of neutrinos from interaction to detector. In: Eur. Phys. J. C. Band 80, 2020, ISSN 1434-6044, S. 77, doi:10.1140/epjc/s10052-020-7612-8.
- Ilse Plaisier, Sjoerd Bouma, Anna Nelles: Reconstructing the arrival direction of neutrinos in deep in-ice radio detectors. In: Eur.Phys.J.C. Band 83, Nr. 5, 2023, ISSN 1434-6052, S. 443, doi:10.1140/epjc/s10052-023-11604-w.
- Anna Nelles: Signale aus der Ebene: Mit dem IceCube-Detektor ist es erstmals gelungen, Neutrinos aus der galaktischen Ebene nachzuweisen. In: Physik Journal. Band 22, Nr. 8–9, Oktober 2023, ISSN 1617-9439, S. 26–27 (pro-physik.de [abgerufen am 15. Oktober 2023]).